# Yara Shahidi
Yara Sayeh Shahidi (Mineápolis, Minnesota; 10 de febrero de 2000) es una actriz y productora estadounidense. Comenzó su carrera siendo una niña, apareciendo en las películas Imagine That (2009), Butter (2011) y Alex Cross (2012).
Shahidi obtuvo reconocimiento por su papel protagonista como la hija mayor Zoey Johnson en la sitcom de ABC Black-ish (2014-2022) y su serie derivada Grown-ish (2018-2024). Recibió el NAACP Image Award a la Actriz de Reparto Destacada en una Serie de Comedia por Black-ish y tres NAACP Image Award a la Actriz de Reparto Destacada en una Serie de Comedia nominaciones por Grown-ish. La revista Time la incluyó en la lista de «Los 30 adolescentes más influyentes de 2016». Hizo trabajos de doblaje en las películas Smallfoot (2018), Fearless (2020), PAW Patrol: La película (2021), y El dragón de mi padre (2022).
Shahidi interpretó su primer papel protagonista adulto en la película dramática de 2019, El sol también es una estrella. En 2023, interpretó a Campanilla en la película de aventuras fantásticas Peter Pan y Wendy y fue productora ejecutiva y protagonista de la película de comedia romántica y drama, Sitting in Bars with Cake.

## Biografía
Yara Sayeh Shahidi nació en Minneapolis, Minnesota, hija de Keri Salter Shahidi y Afshin Shahidi, un fotógrafo. Su madre, Keri (nacida Keri Jamelda Salter), es de ascendencia afroamericana y choctaw, y su padre Afshin Shahidi es iraní. La familia Shahidi se mudó a California por el trabajo de Afshin cuando Yara tenía 4 años. Es la hermana mayor del también actor Sayeed Shahidi. Es prima del rapero Nas. Yara significa "Alguien que está cerca de tu corazón" en persa; Shahidi es un apellido común en Irán y significa "mártir" en persa.
Shahidi asistió a la escuela secundaria Immaculate Heart Middle School y parte de la escuela secundaria Immaculate Heart High School antes de irse para sobresalir en su carrera como actriz. Shahidi se graduó en 2017 de Dwight Global Online School.  En 2017, Shahidi fue admitida en la Universidad de Harvard y comenzó sus estudios allí en 2018 después de tomarse un año sabático,  con un plan para especializarse en Sociología interdisciplinaria y Estudios afroamericanos.  Shahidi se graduó de Harvard en 2022.

## Trayectoria
Comenzó su carrera a los 6 años, apareciendo en comerciales televisivos y gráficos de compañías como McDonald's, Ralph Lauren, Target, GapKids, Disney, Guess Kids y The Children's Place. Trabajó frecuentemente junto a su madre y hermano menor en varias campañas gráficas y de radio. Su primera aparición en pantalla fue en un episodio de la serie de comedia de HBO, Entourage en 2007. En 2009, tuvo un papel recurrente como la hija del personaje de Jessica St. Clair en la serie de comedia de corta duración de ABC, In the Motherhood. Más tarde ese año, apareció como estrella invitada en Cold Case y Wizards of Waverly Place.
Shahidi debutó en la gran pantalla en 2009, protagonizando junto a Eddie Murphy la película de comedia Imagine That de Paramount Pictures, por la que recibió una nominación al Young Artist Award a la Mejor Actriz Joven Protagonista de Largometraje. También apareció en la película de acción Salt en 2010 como vecina de al lado del personaje de Angelina Jolie. Al año siguiente, protagonizó la comedia Butter que se estrenó en el Festival de Cine de Telluride y obtuvo opiniones mixtas de los críticos. En 2012, apareció en la película de acción y suspense Alex Cross junto a Tyler Perry. De 2012 a 2013, Shahidi fue miembro regular del reparto de la comedia de situación sindicada La primera familia interpretando el papel de Chloe Johnson, la hija del presidente William Johnson. En 2013, interpretó a la joven Olivia Pope en los dos episodios de la serie de suspense político de ABC, Scandal.
En 2014, Shahidi fue elegida para interpretar a Zoey Johnson, de 14 años, la hija mayor de los personajes de Anthony Anderson y Tracee Ellis Ross en la serie de comedia de ABC Black-ish creada por Kenya Barris. Ganó un premio NAACP Image a la mejor actriz de reparto en una serie de comedia por la primera temporada de la serie. También recibió el Premio Gracie a la mejor actriz en un papel revelación en 2016 y Premio BET Young Stars en los 17º BET Awards. Dejó la serie después de tres temporadas, pero apareció como estrella invitada recurrente en las últimas temporadas. En 2017, ABC anunció que Shahidi protagonizaría un spinoff de Black-ish, titulado Grown-ish, en su cadena hermana Freeform. La serie se estrenó el 3 de enero de 2018, con las críticas positivas de la crítica. Por su interpretación, Shahidi recibió tres nominaciones a los premios NAACP Image para Actriz destacada en una serie de comedia. Dejó la serie después de cinco temporadas, pero se quedó como productora ejecutiva y estrella invitada recurrente para su sexta y última temporada en 2023.
En 2016, Shahidi firmó como modelo con la agencia de modelos neoyorquina Women Management, con la esperanza de proporcionar una plataforma para ver a más mujeres de color en papeles diversos. Time la incluyó en la lista de «Las 30 adolescentes más influyentes de 2016».  Fue clasificada como una de las mujeres mejor vestidas de 2018 por el sitio web de moda Net-a-Porter. Fue una de las quince mujeres seleccionadas para aparecer en la portada del número de septiembre de 2019 de British Vogue, por la editora invitada Meghan Markle, duquesa de Sussex. En 2021, Shahidi estrenó una colaboración de ropa deportiva con Adidas.
En 2019, Shahidi interpretó el papel principal en la película de drama adolescente, El sol también es una estrella basada en la novela para adultos jóvenes del mismo nombre de Nicola Yoon. Fue estrenada en cines en Estados Unidos el 17 de mayo de 2019 por Warner Bros. Pictures y Metro-Goldwyn-Mayer Pictures. La película recibió críticas mixtas por parte de la crítica y recaudó 6,8 millones de dólares en todo el mundo. Ha coproducido la película ganadora del Oscar al Mejor Cortometraje de Animación Hair Love (2019). Ha realizado trabajos de doblaje en las películas Pie pequeño (2018), Fearless (2020), PAW Patrol: La película (2021) y El dragón de mi padre (2022).
En 2020, Shahidi y su madre lanzaron su productora 7th Sun y firmaron un acuerdo con ABC Studios para producir series. Su primer proyecto fue Smoakland, un piloto de comedia de una sola cámara para Freeform en 2021. Más tarde, en 2021, se anunció que desarrollarían la adaptación del libro de Cole Brown Greyboy: Finding Blackness in a White World.

### 2023-actualidad
Shahidi protagonizó la serie antológica de Apple TV+ Extrapolations que se estrenó el 17 de marzo de 2023. Interpretó a Campanilla en la película de aventuras fantásticas Peter Pan y Wendy, un remake de Peter Pan. Se estrenó en Disney+ el 28 de abril de 2023. Más tarde, en 2023, Shahidi fue productora ejecutiva y protagonizó la comedia romántica Sitting in Bars with Cake junto a Odessa A'zion. La película recibió críticas generalmente positivas por parte de la crítica, alabándose la interpretación de Shahidi como estudiante de Derecho que lucha por cumplir su papel de cuidadora de su amiga diagnosticada de cáncer, aunque los críticos coincidieron en general en que había sido eclipsada por A'Zion. Carla Meyer, del San Francisco Chronicle, opinó que la amistad de Shahidi con A'Zion era «el elemento más auténtico de la película». Por su interpretación recibió una nominación al NAACP Image Award for Outstanding Actress in a Motion Picture.
Shahidi protagonizará junto a Maddie Ziegler y Avantika la película de suspense Ballerina Overdrive.

## Activismo
Shahidi fundó Eighteen x 18 con el editor de noticias sociales NowThis, que «será una plataforma para animar a [sus] compañeros a votar por primera vez en las próximas elecciones de mitad de mandato». Sus otras organizaciones incluyen Yara's Club, una asociación con Young Women's Leadership Network (YWLN) de Nueva York, que ofrece tutoría en línea con la esperanza de acabar con la pobreza a través de la educación.
El activismo de Shahidi llamó la atención de la ex primera dama Michelle Obama, que le escribió una carta de recomendación para la Universidad de Harvard. También tuvo la oportunidad, gracias a Teen Vogue, de entrevistar a Hillary Clinton en 2017.
En 2021, Shahidi se unió a la campaña Dior Stand with Women.
En octubre de 2023, Shahidi firmó una carta abierta para la campaña «Artists4Ceasefire» junto a otros artistas, instando al presidente Joe Biden a impulsar un alto el fuego y el fin de la matanza de civiles en medio de la 2023 invasión israelí de la Franja de Gaza.

## Filmografía

### Películas
| Año  | Película                  | Papel            | Notas                |
| ---- | ------------------------- | ---------------- | -------------------- |
| 2009 | Imagine That              | Olivia Danielson | Primer papel fílmico |
| 2010 | Salt                      | Vecina de Salt   |                      |
| 2010 | Unthinkable               | Katie            |                      |
| 2012 | Butter                    | Destiny          |                      |
| 2012 | I, Alex Cross             | Janelle Cross    |                      |
| 2018 | Smallfoot                 | Brenda           |                      |
| 2019 | The Sun Is Also a Star    | Natasha Kingsley |                      |
| 2020 | Fearless                  | Melanie          | Voz                  |
| 2021 | PAW Patrol: The Movie     | Kendra Wilson    | Voz                  |
| 2023 | Peter Pan & Wendy         | Tinker Bell      | Live action          |
| 2023 | Sitting in Bars with Cake | Jane             |                      |

### Televisión
| Año       | Serie                    | Papel                  | Notas                               |
| --------- | ------------------------ | ---------------------- | ----------------------------------- |
| 2007      | Entourage                | Kandace West           | Episodio: "No Cannes Do"            |
| 2009      | In the Motherhood        | Esther                 | 5 episodios                         |
| 2009      | Cold Case                | Meesha Sullivan '91    | Episodio: "Read Between the Lines"  |
| 2009      | Wizards of Waverly Place | Olive                  | Episodio: "Doll House"              |
| 2010      | Lie to Me                | Olivia                 | Episodio: "Teacher and Pupils"      |
| 2010      | $h*! My Dad Says         | Niña exploradora (voz) | Episodio: "Pilot"                   |
| 2011      | The Cape                 | Layla                  | Episodio: "Endgame"                 |
| 2011      | Family Guy               | Pequeña niña (voz)     | Episodio: "Episode VI: It's a Trap" |
| 2011      | Rip City                 | Montana                | Película televisiva                 |
| 2012      | The Finder               | Adina                  | Episodio: "The Conversation"        |
| 2012–2013 | The First Family         | Chloe Johnson          | 23 episodios                        |
| 2013      | Scandal                  | Joven Olivia Pope      | 2 episodios                         |
| 2014      | Bad Teacher              | Jalissa                | Episodio: "Pilot"                   |
| 2014      | The Fosters              | Maddie                 | 2 episodios                         |
| 2014–2022 | Black-ish                | Zoey Johnson           | "Papel principal"                   |
| 2016–2018 | Trollhunters             | Darci Scott (voz)      | 10 episodes                         |
| 2018–2024 | Grown-ish                | Zoey Johnson           | "Papel principal"                   |
| 2018–2019 | 3Below                   | Darci Scott (voz)      | 8 episodios                         |
| 2023      | Extrapolations           | Carmen Jalilo          | 1 episodio                          |